# Idioma quingnam
El quingnam (según otros quignam o chimú)[cita requerida] fue una lengua indígena hablada en la costa norcentral del Perú, extinguido durante el periodo virreinal. Se le ha atribuido haber sido el idioma vehicular en el reino chimú, aunque también habría sido la lengua de los pescadores de la costa de los departamentos Áncash y Lima.
Salvo una lista de numerales, está mínimamente documentado; de modo que la mayoría de palabras que se atribuyen al quingnam han sido inferidas indirectamente. La frontera norte de su extensión se situaba entre los ríos Jequetepeque y Chicama en el norte y el río Chillón en el sur.

## Glotonimia
Posiblemente, según algunos estudiosos, el nombre king-nam significó ‘el habla del Señor’ por la partícula -namu, que aparece en Tacaynamu y Pacatnamu.
Según el lingüista Joel Rabinowitz (fl. 1980), la etimología más apropiada del nombre «quingnam» (y, según otros, «quignam»), tal como lo habría sugerido Richard Schaedel (1920-2005), sería kingnän (quingnam) ‘para hilar’ (proveniente de king: ‘hilar’ y la marca de la segunda partícula -näm), registrada por Ernst Middendorf, y que aludiría al ‘hablar como hilando de los chimúes’.
Si bien la coincidencia formal es asombrosa, la asociación respectiva en el plano significativo no pasa de ser «etimología popular».

## Historia

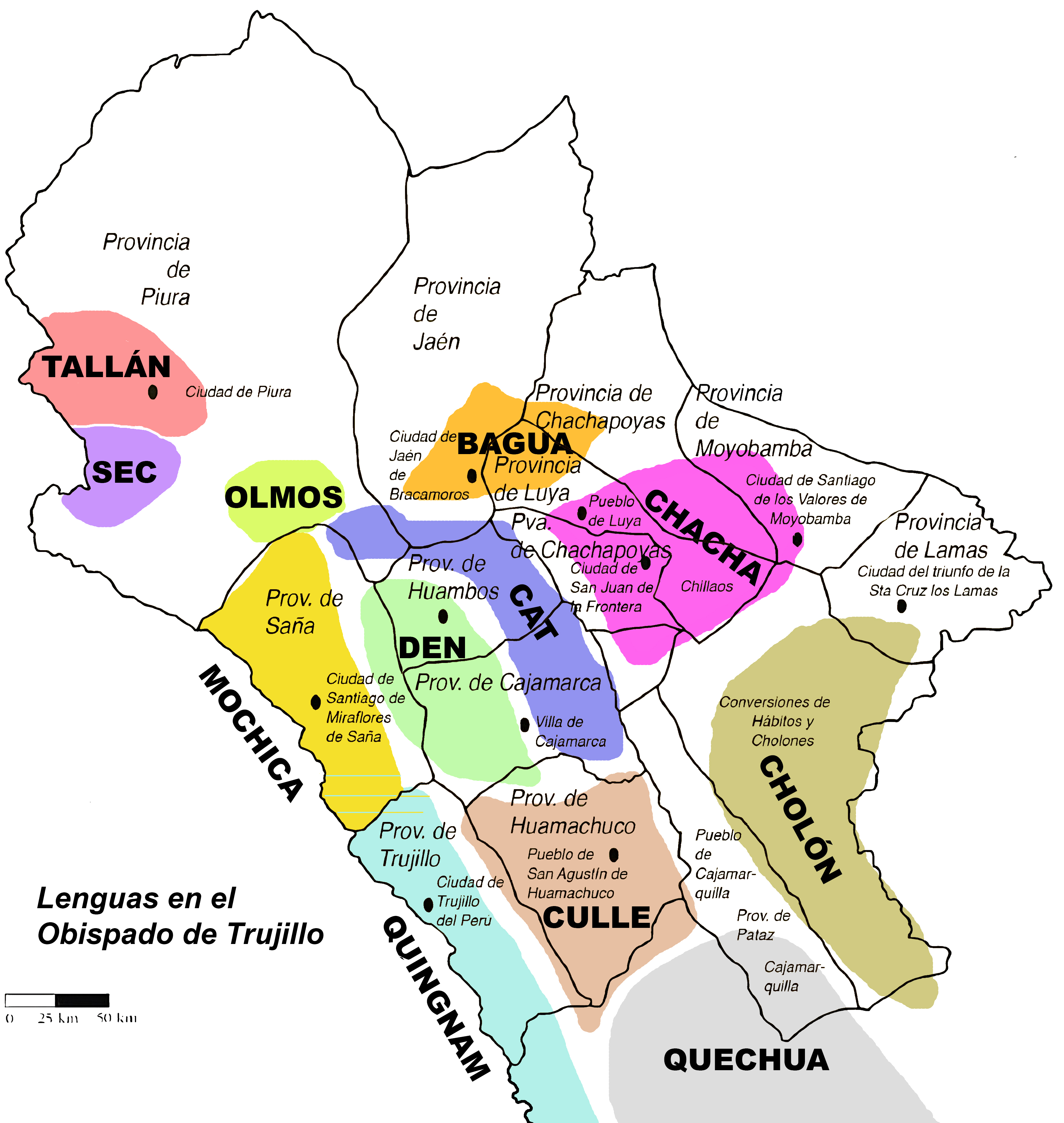
El idioma quingnam en el mapa del Obispado de Trujillo

Este idioma se habló en los antiguos territorios de los mochicas del sur: en los territorios costeños y de yunga desde el valle del río Chicama (por el norte) hasta los valles de los ríos Chao y Santa (por el sur).
Asimismo hay estudiosos que plantean que el quingnam también era hablado por los pobladores nativos costeños de la costa del departamento de Áncash (desde el río Santa a Huarmey o incluso un poco más al sur) mucho antes de la creación del Imperio chimú.
Según afirma el sacerdote y cronista Bernabé Cobo, en su momento de mayor auge ―gracias a las conquistas chimúes―, este idioma se habló desde el río Jequetepeque (por el norte) hasta Carabayllo por el sur; y según el sacerdote y cronista
Antonio de la Calancha (1584-1654), el quingnam era hablado hasta Paramonga. Nótese que entre los ríos Jequetepeque y Chicama existió una convivencia entre el idioma quingnam y el idioma muchik, y por la costa sur del Imperio chimú desde Paramonga hasta Ancón o incluso Carabayllo o La Punta-Callao, hubo una convivencia entre el dialecto quechua costeño con el quingnam.
Fue el idioma que predominó en la cultura chimú. Era un idioma emparentado con el idioma mochica o muchik, y según otros estudiosos también tenía un pasado común con el proto-quechua o quechua primitivo.[cita requerida] También hablaron el mochica o muchik como lingua franca y un dialecto propio de los pescadores, que los misioneros españoles llamaron «lengua pescadora».

Hablando de los indios del valle del Chicama, el cronista Lizárraga (1605) dice que «tienen dos lenguas, que hablan: los pescadores una, y dificultosísima, y otra no tanto». Añade que Fray Benito de Jarandilla, de su propia orden dominica, «sabía ambas, y la más dificultosa mejor». Del pasaje se puede inferir que la otra lengua, la menos dificultosa, era la mochica, y entonces la que mejor conocía el religioso era la quingnam, llamada pescadora. Un compañero de la orden de fray Benito fue fray Pedro de Aparicio, igualmente radicado en Chicama, quien ―según Meléndez, el historiador de la orden dominica―, habría compuesto «un arte y vocabulario, y muchos sermones y pláticas y oraciones» (cf. Zevallos Quiñones, 1948a). Es muy probable que la lengua descrita haya sido la mochica y no la quingnam: sintomáticamente, el historiador Meléndez agrega que de las obras de Fray Pedro «otros se han valido después», amén de que el P. Lizárraga no la haya mencionado en consonancia con la «difícil» lengua pescadora. Añadamos, de paso, que el mismo fray Juan Meléndez (1681: I, libro 4, capítulo 2, pág. 325-326) refiere que el primer gramático del quechua ―fray Domingo de Santo Tomás―, que anduvo predicando a los indios y fundando conventos entre los valles de Chicama y Chancay, habría aprendido también la lengua «de los llanos de Trujillo, que es dificilísima, y que aun hoy hay muy pocos que la saben». La lengua en cuestión sería, pues, la quingnam.
Rodolfo Cerrón-Palomino, La lengua de Naimlap

En el libro Las causas sociales de la desaparición y del mantenimiento de las lenguas en las naciones de América editado por Anita Herzfeld y Yolanda Lastra, en el capítulo escrito por Willem F. H. Adelaar, este menciona:

El idioma costero de los valles cercanos a Trujillo, es mencionado como quingnam, un nombre mencionado por De la Calancha (cf. Rivet, 1949). Fue probablemente hablado en pueblos como Moche, Mansiche, Chicama, Santa y Virú. Este lenguaje se caracteriza, entre otras cosas, por el uso recurrente del sufijo o terminativo -nam o -namu, que nos hace cuestionarnos de su alcance hacia el sur. El uso del idioma quingnam posiblemente se extendió a lo largo de la costa de Áncash tan lejos por el sur como hasta Lima, en donde habría estado en relación competitiva con el quechua (dialecto quechua costeño). El nombre de uno de los curacas limeños del siglo XVI, Guachinamo, terminó en -namu (Rostworowski, 1978). 
 Zevallos Quiñones (1992) publicó un estudio de las principales líneas genealógicas de las familias curacales de la zona de Trujillo (algunos de ellos descendientes de los reyes chimúes y de su nobleza). Contiene una amplia lista de apellidos y de nombres geográficos, que nos pueden dar una idea de la fonética y estructuras fonotácticas del idioma quingnam. El idioma quingnam fue claramente diferente de ambos: el culle (su pariente del interior) y el mochica (su pariente del norte). La influencia del quechua es ciertamente más presente en el quingnam y en el culle que en el idioma mochica. 
 No se puede excluir una relación genética entre el quingnam y el mochica (de un lado) o entre el quingnam y el culle (por el otro), pero las informaciones disponibles del quingnam son insignificantes para hacer mayores afirmaciones.
Willem F. H. Adelaar (1999): «Lenguas desprotegidas, la muerte silenciosa de las lenguas en el norte del Perú»

El sacerdote Antonio de la Calancha (1584-1654) escribió sobre el quingnam en 1653:

Un casique de lo que oy se llama Trugillo, llamado el Chimo, [...] fue conquistando los indios yungas [...] desde Parmunga hasta Payta y Tumbes... Hízose opulento, creció en vasallos y fue introduciendo en magestad su lengua natural que es la que oy se habla en los valles de Trugillo, era la quingnam propia de este reyezuelo. 
 Los vasallos de Pacasmayo dieron en ablar su lengua, y los demás hasta Lima. 
 Los demás valles de los llanos ablaban la lengua muchic que oy conservan hasta Motupe, y otra que llaman Sec, y la de Olmos mudan letras i finales, si bien cada pueblo, i aun cada familia tiene lengua propia, o vocablos diferentes. 
 La que entre ellos se llama Pescadora más parece lenguaje para el estómago, que para el entendimiento; es corta, escura, gutural i desabrida; con estas dos lenguas más comunes se tenía la correspondencia de los valles, i se manejava el mucho comercio i las contrataciones destos territorios.
Antonio de la Calancha (1584-1654)

San Pedro de Yoco, y Jequetepeque, entonces de gran gentío, i en tributarios de numerosa multitud, es la lengua que ablan la muchic i la quingnam, escura y de escabrosa pronunciación. La pescadora es en general la misma (quingnam), pero usa más de lo gutural; pocos la an sabido con perfeción.
De la Calancha

### Reino e imperio chimú
Alfredo Torero (1930-2004) habla de la situación lingüística del reino chimú y de su capital Chanchán, extendiéndose además sobre la posterior castellanización y la extinción de las lenguas autóctonas:

Los valles costeños eran muy poblados (los de Chincha y Huarcu tenían cada uno entre cien mil y ciento cincuenta mil habitantes, y un número similar debió haber en la mayoría de los otros valles). Pero, en general, no se hallaban reunidos como entidades políticas de fuerte control central, sino, divididos en una suerte de numerosas y prósperas ciudades-estados, con ciertas formas de jerarquía o de comunión de intereses más o menos permanente entre algunas de ellas ―como la que existía entre Pachacámac y Chincha―, o, al contrario, en abiertos conflictos ―como los que al parecer oponían en el siglo XV (pese a, y a causa de, sus relaciones comerciales)― a chinchas y chimúes o a chinchas y huarcus. 
 Esta fragmentación política de yungas y sus rivalidades económicas fueron seguramente el factor fundamental de su debilidad de conjunto frente al avance serrano que los incas promovían. Solo el Reino chimú trataba a la sazón de unificar por la fuerza de las armas a los valles de la costa norte y norcentral y se extendía agresivamente al mismo tiempo que el reino cuzqueño progresaba por la sierras sur y central. Sin embargo, el primer golpe militar cuzqueño contra los yungas vino a producirse justamente sobre el Reino chimú que, atacado desde Cajamarca, quedó derrotado en la contienda, y vio su capital, la gran ciudad de Chanchán, saqueada y literalmente despoblada; los conquistadores incas se llevaron al Cuzco inmensas riquezas, especialmente el oro, e inclusive agrupos de especialistas chimúes, como ceramistas y orfebres. la costa central y sur, en cambio fue respetada en estos tiempos tras un primer intento fallido de conquista del valle de Chincha. La explicación de esto, además de estar en la fuerza económica y militar de los valles costeños meridionales ―como Pachacámac Huarcu, Chincha e Ica―, debe buscarse seguramente en el poder naviero y comercial de los yungas de la costa central y sur, que los conectaba estrechamente con los de Piura y Tumbes, en la costa extremo norte peruana, y con las costas del Ecuador actual, en una red de intereses comunes que podríamos llamar la liga Chínchay. 
 A los cusqueños, además, no les convenía aun cerrarse el acceso a los productos exóticos que venían a ellos desde Ecuador ―y que quizá desde Centroamerica― a través principalmente de los mercados chinchas. Solo cuando tras la caída de Chimú, fueron ganados al imperio las regiones de Piura, Tumbes, Manta y Quito, uno de los extremos vitales de la liga Chínchay, no les quedó a los yungas del centro y el sur otra alternativa que pactar con los cusqueños «la hermandad y la paz», naturalmente que bajo las condiciones de una pax incaica. (...) 
 Una de las primeras medidas adoptadas por los incas contra los yungas fue indudablemente la de reducir drásticamente el número de balsas de navegación mayor a fin de amenguar el poder de cada valle y eliminar al máximo la posibilidad de que se conectasen unos valles con otros, la la cifra de tales balsas se limitaría entodo caso a las que requiriese la administración imperial directamente para su servicio. (...) 
 Era previsible que el poder de los mercaderes yungas siguiera una pareja suerte con la de su capacidad naviera. Los incas, teniendo ya conquistado todo lo largo de la costa, exigían entonces a sus pobladores tributos que se canalizaban hacia el Cuzco y los centros administrativos regionales. 
 Como refiere Pedro Pizarro: «Ansí hacían de todas las demás cosas que tributaban los yungas. Subían estos tributos y bastimentos hasta la sierra a ponellos en depósitos que allí tenían hechos. Estos yungas son unos valles cercanos a la mar; es tierra caliente; no llueve en ellos».
Alfredo Torero: El quechua y la historia social andina (págs. 92-93)

Algunos autores afirman que el idioma principal de los chimúes no era el quingnam sino el mochica.[cita requerida]
Sin embargo existe una notable diferencia fonética entre los nombres de los reyes y curacas lambayecanos y los nombres de los reyes y curacas chimúes (en el área de Trujillo).

### Extinción
El idioma quingnam se extinguió al poco tiempo del arribo de los conquistadores, muy probablemente a inicios o mediados del siglo XVIII. Se cree que básicamente se debió a las siguientes razones:
La capital chimú, Chanchán, y el nuevo centro administrativo incaico de lo que había sido la zona nuclear chimú, Chiquitoy Viejo, estuvieron en las cercanías de la nueva e importante y absorbente ciudad española de Trujillo (Perú).
El quingnam solo era hablado por las élites y los colonos (mitmac o mitimaes) chimúes en territorios pertenecientes al Reino chimú pero en donde no se hablaba el quingnam masivamente como Tumbes, Piura y la mayor parte de Lambayeque, que era mochicahablante. El quingnam se hablaba masivamente en la faja costera desde el río Jequetepeque hasta Huaral o Ancón, y en los momentos de máximo esplendor hasta Carabayllo en el valle del Chillón, cerca de Lima. Hay otra teoría que todos estos pueblos yungas de la costa del departamento de Áncash y de la costa del Norte Chico de Lima que fueron conquistados por los chimúes ya hablaban el quingnam con variedades regionales desde tiempos mucho más antiguos.
La mayor parte de sus hablantes murieron por una combinación de las epidemias traídas por los españoles y esclavos africanos de las cuales los nativos no estaban inmunizados y por trabajos forzados en plantaciones, intensas y agotadoras acciones de "huaqueo" en pos de metales preciosos (profanación de tumbas, centros ceremoniales y ciudades de los nativos), obrajes, minas y faenas de pesca.
Muchos lo dejaron de hablar por complejos sembrados por los españoles, mestizos y aun los mismos nativos: parece ser que el verdadero motivo por el cual el idioma quingnam fue mucho más despreciado por los españoles que el mochica haya sido por la sencilla razón que a los peninsulares les haya sonado monótono y cerrada al oído por lo que fue vituperizada, desdeñada, escarnecida y fuera motivo de mofa mayormente por el pueblo nativo y mestizo hispanizado o parcialmente hispanizado mayormente en la ciudad hispano-peruana de Trujillo, con el consiguiente avergonzamiento de sus ya pocos hablantes.
Los quingnamhablantes que sobrevivieron fueron desarraigados de sus lugares nativos llevados a reducciones indígenas (pueblos) creados por los españoles para cobrarles tributo de una manera más fácil y explotarlos en las haciendas y obrajes de una manera más eficiente, y
El «corazón» del idioma quingnam (donde era más hablado) era Chanchán ―la capital del que fue el Reino chimú y que tenía 12 km² de extensión (y según otros 20 km²)―, que según los estudiosos llegó a tener una población de 80 000 a 100 000 habitantes. Empezó a perder importancia y población de una manera progresiva con la conquista incaica que localizó al nuevo centro administrativo de lo que había sido la zona nuclear chimú en Chiquitoy Viejo (en el extremo suroeste del valle del río Chicama. Con el arribo de los conquistadores españoles, Chanchán se siguió despoblando hasta que las autoridades españolas lo hicieron abandonar. La castellanizacion de los pocos sobrevivientes quingnamhablantes fue inmisericorde.
Otras de las razones por las que el idioma quingnam se extinguió antes que el idioma mochica, esto es a principios o mediados del siglo XVIII es que algunos años después que el inca Tupaq Yupanqui conquistará al Imperio chimor (hacia 1470) hubo una rebelión de consideración en el territorio nuclear de lo que había sido el Imperio chimú, esto es, de los valles de Santa, Virú, Moche, Chicama y del Jequetepeque. Luego que esta rebelión fuera aplastada a sangre y fuego por el Inca, la mayor parte de la población chimú quingnamhablante, incluidos nobles, fue deportada en mitimaes de castigo a lejanas tierras del Tahuantinsuyo, como es el caso del departamento de Apurímac y así mismo al Cusco con respecto de los orfebres chimúes. Incluso la gran ciudadela de Pacatnamú, la segunda de lo que había sido el Imperio chimú fue arrasada e incendiada por el inca; e incluso en lo sucesivo se le prohibió a todo habitante yunga o sea costeño, a que portara armas y que hiciese el servicio militar en los ejércitos del Inca.
Con la llegada de los españoles la población prehispánica chimú terminó de ser diezmada con las enfermedades traídas por estos y sus esclavos africanos al Nuevo Mundo como el sarampión, viruela y gripe que aniquilaron a centenas de miles de nativos; por haber sido su población utilizada como "carne de cañón" en las largas y sangrientas guerras civiles de varios años entre los conquistadores (almagristas contra pizarristas); por haber sido abandonadas gran parte de las tierras de cultivo así como el abandono de buena parte de las acequias de regadío en la costa por la ausencia de manos nativas, importantísimas en la costa nor peruana para la irrigación debido a la ausencia de lluvias y a la presencia de extensos desiertos, por lo que hubo épocas de gran hambre con la consiguiente muerte de más nativos y al haber sido la poca población restante explotada en extenuantes faenas de trabajo en haciendas, obrajes, minas y extenuentes mitas de "acciones de huaqueo". Todo esto sumado al despoblamiento fortuito de las ciudades y ciudadelas chimúes, especialmente Chanchán, Chiquitoy Viejo y Pacatnamú por los españoles para que en lo sucesivo los naturales vivieran en las reducciones indígenas, esto es pueblos de indios creados por los españoles para controlarlos mejor y cobrarles los tributos de una forma más eficiente, sumado a su vez al emplazamiento de la nueva, absorbente e importantísima ciudad hispano peruana de Trujillo, gran núcleo de españoles y por lo tanto de hispanoparlantes cercana a la antigua y ya despoblada en gran parte capital chimú de Chanchán y a la zona nuclear del territorio chimú, terminó por absorber a la mayor parte de los remanentes de la población chimú en trabajos domésticos. Los pocos hablantes supervivientes quingnamhablantes fueron en poco tiempo hispanizados.
Algo que tuvo que ver con la rápida extinción del quingnam es que el "hinterland" de la zona nuclear chimú donde se hablaba el quingnam, esto es desde el sur del Río Chicama hasta el valle del río Santa, no tiene tanta profundidad como en el territorio mochicaparlante, en otras palabras, en el sector de costa de lo que fuera el área nuclear chimú esta es muy estrecha y los valles, la mayoría de ellos pequeños y de poco caudal, no tuvieron poblaciones tan grandes como en el territorio mochica ―donde (a diferencia de la zona nuclear chimú) cuenta con un hinterland o profundidad muchísimo mayor, sus ríos tienen mucho mayor caudal y en su territorio se fundaron ciudades pequeñas en comparación a Trujillo―. Así mismo sus pequeños valles están separados por amplios sectores de desiertos. Finalmente al ser una zona costera de fácil acceso un gran número de españoles se estableció en estos territorios de fácil acceso por mar, a diferencia de la sierra peruana donde el idioma quechua sobrevivió en gran parte gracias a su difícil acceso, así mismo las nuevas enfermedades traídas por los conquistadores españoles y los esclavos africanos entraron allí con mayor fuerza que en otras regiones del Perú.
Otra de las razones por las que el quingnam se extinguió mucho antes que el idioma mochica fue que la población chimú quingnamhablante estuvo altamente urbanizada y densificada en ciudaes como Chanchán, Pacatnamú y Chiquitoy Viejo y con poca población diseminada por el campo por lo que se vio su población urbana muchísimo más castigada por las enfermedades traídas por los españoles y esclavos africanos y que desataron terribles epidemias que diezmaron a los nativos; en cambio, la población mochicahablante de Lambayeque si bien estuvo urbanizada en parte pero muchísimo menos que la población chimú quingnamhablante. Además la población mochica estuvo mayormente repartida por el campo y su población fue muchísimo mayor en comparación con la población chimú quingnamhablante.
En el prólogo del artículo "Algunas palabras indígenas de la región de Trujillo" del historiador, antropólogo y lingüista trujillano Jorge Zevallos Quiñones, aparece lo siguiente respecto a la temprana extinción del idioma quingnam:

Si se pudiera tener información segura acerca de cuántos fueron las lenguas y dialectos indígenas que otrora se hablaron en la costa norte del Perú, de Tumbes a Paramonga, cuáles sus respectivas áreas geográficas, su cronología y la estructura de sus formas idiomáticas, tendríamos descifrada la mayor parte del misterio que cubre la prehistoria humana. 
 Mas, si descontamos la noticia que alguna vez fueron numerosas y hoy están completamente acabadas, de ellas no queda nada para su estudio sino un «pobre» e increíblemente «escaso material». 
 Ni siquiera de todas, pues de unas, como la lengua de Olmos y la quingam, que hablaron las gentes del Chimo, no existe una sola palabra registrada (en compendios o artes, sino por otras fuentes); y de otras como las de Piura, conocemos menos de un centenar. Nada se ha recogido de la zona que va de Trujillo a Lima. Y para la lengua mochica lambayecana, que por más arcaica y pensamos mejor estructurada, sobrevivió hasta los últimos años del siglo XIX. 
 A excepción de la última citada (mochica) las demás habían perdido su vigencia popular ya a comienzos del siglo XVIII, y en el siguiente siglo se extinguieron sin dejar rastro visible.
Jorge Zevallos Quiñones

Estas razones explican de alguna manera por qué el idioma quingnam se haya extinguido a inicios o mediados del siglo XVIII (171-?)(175-?) y porqué el idioma mochica lo haya hecho a principios del siglo XX.

### Otros datos
En diversos lugares de la costa inca e incluso dentro de este territorio, en época inca, no se descarta que hubiera mitimaes de castigo (de chimúes quingnamhablantes); asimismo no se descarta que ―en plena expansión del Imperio chimú― haya habido mitimaes chimúes de privilegio.
Algunos estudiosos afirman que en su inicio el quingnam era un idioma de sustrato tallán (porque en quingnam la gran mayoría de las palabras y frases eran agudas ―tenían su acentuación en la última sílaba―, como sucedía con el idioma tallán) y que una vez que la expedición marítima del héroe mítico Tacaynamo salió de un territorio no determinado, pero que quizás fue la zona de Tumbes, Piura o incluso del Golfo de Guayaquil y llegó al valle de Moche y valles aledaños con su gente, el idioma quingnam primitivo hablado por la gente de Tacaynamo se fue mezclando paulatinamente con el idioma mochica que se venía hablando anteriormente en esas tierras (Desde el río Chicama hasta el Chao o hasta el Santa).[cita requerida]
Hay otros que afirman que los chimúes hablaron el mismo idioma que los mochicas pero que se fue modificando por el transcurso de los años y la misma dialectización debido a las grandes distancias que abarcaba el idioma mochica y debido a los mismos desiertos que separaban unos valles de otros, especialmente el gran desierto costeño que separaba el valle del río Jequetepeque y del río Chicama.
Existen otros estudiosos que afirman que a todo esto se sumaba la influencia del idioma culle (que en tiempos antiguos se hablaba en Cajamarca, la sierra del departamento de La Libertad y en Áncash) al idioma quingnam.

## Descripción lingüística
No se conocen vocabularios, gramáticas y documentos pastorales coloniales escritos en quingnam. Tampoco fue considerada en el famoso Plan de 43 voces castellanas traducidas alas ocho lenguas que hablan los indios de la costa, sierra y montañas del obispado de Trujillo del Perú que forma parte de la relación ordenada por el obispo Baltasar Jaime Martínez de Compañón a finales del siglo XVIII. Por tanto, salvo por una lista de numerales, la lengua carece de documentación fiable sobre su léxico y su gramática.
Debido a la escasez de textos y la dificultad de interpretación de muchas palabras, las características del quingam deben ser estudiadas principalmente a partir de la onomástica y de sus posibles préstamos a otras lenguas, como el quechua y el castellano.

### Clasificación
Dado la escasa cantidad de vocabulario que puede considerarse indudablemente quingnam, no es posible evaluar sus posibles relaciones de parentesco con otras lenguas y familias sudamericanas. Por tanto, la lengua permanece considerada como un aislado lingüístico.
Se ha especulado sobre su parentesco con las Lenguas chimúes y también con el idioma culli (otra lengua usualmente considerada aislada). Algunas formas léxicas del quingnam sugieren que pudiera haber tenido un substrato formado por alguna lengua tallán.[cita requerida] Dichas lenguas tallán son conocidas básicamente por el Plan de Martínez Compañón.

### Fonología
En los nombres de los curacas chimúes del área de Trujillo se aprecian las siguientes características (que son típicas del quingnam):
- Tanto el quingnam como el mochica utilizaban cinco vocales.
- Si la lengua mochica era gutural, el quingnam no lo era y a su vez era un idioma cerrado donde había mucha economía fonética y muy poca articulación de los maxilares destacándose que casi siempre la articulación se hacía casi solo con los labios.
- El quingnam era un idioma donde predominaba la "sonorización": uso masivo las consonantesde <b> (en vez de -p-), <d> (en vez de -t-), <g> (en vez de -k- y -f-).
- En lo que respecta a consonantes, el quingnam no tenía las consonantes f, ff y r, rr del mochica (muchik); en cambio el quingnam poseía los sonidos wa, we y wi y el mochica no.
- Otra característica típica del quingnam fue empleaba mucho la reduplicación silábica.[5] Ejemplos:

- calcal (implemento de pesca);
- caycay (piedra calcinada y nombre del cerro Caycay);
- chanchan (ciudadela);
- Chanquirguanguan (nombre de esposa de soberano chimú del valle de Huaura);
- Chinchín (sobrenombre familiar);
- Chiuchiu (fundo costeño del norte chico de Lima);
- chuchuy (piojo);
- coycoy (licor);
- Cuscús (fundo costeño del norte chico de Lima);
- futifuti o gutiguti (arpón)
- guangán (implemento de pesca);
- gutiguti o futifuti (arpón)
- huirihuiri (pez);
- maymay (cangrejo grande);
- Mochquiqui (apellido curacal),
- muymuy (crustáceo);
- paypay (pampa);
- Pitipiti (aldea de pescadores en el Callao);
- purpur (cerro y desierto);
- Shocshoc (apellido curacal);
- Simsim (apellido curacal);
- Suysuy (apellido curacal);
- Tuntún (cerro);
- yaya (pabilo).

Otras características del quingnam:
- el uso masivo de las palabras que comienzan por la sílaba chi-.
- el sonido típico mb.
- el grupo consonántico complejo llsrsh o llsh.
- las palabras acentuadas en su última sílaba.
- la ausencia del tóponimo nique (como Cupisnique, desde el río Chicama hacia el sur, topónimo que es muy abundante al norte del río Chicama y Lambayeque),
- las palabras terminadas en -ao como en Cao, Chao, Mayao.
- la presencia de la palabra namú, que quiere decir ‘señor’ (que es inexistente al norte del río Jequetepeque).
- la palabra samán que posiblemente signifique gobernante o señor, presente en el nombre de Minchán Samán (último emperador chimú) o en el apellido norteño peruano Payrasamán.
- Algo también característico de este idioma son las palabras terminadas en -al y en -ay.

### Morfología del quingnam
Según la onomástica y toponimia, el idioma quingnam seguramente pudo ser:
- un idioma de sustrato tallán (antiguo idioma "yunga" pan costeño del pacífico ecuatoriano-peruano).
- un idioma de sustrato tallán mezclado con protoquechua.
- un idioma de sustrato tallán mezclado con idioma culle (en morfología y léxico).
- un idioma de sustrato tallán mezclado con protoquechua e idioma culle (en morfología y léxico).
- un idioma de sustrato tallán mezclado con protoquechua con parte del léxico del culle y mochica.
- un idioma de sustrato tallán mezclado con protoquechua con parte del léxico del culle y mochica y quechua costeño (chinchay).
- un idioma de sustrato tallán mezclado con protoquechua con parte del léxico y gramática del culle, mochica y quechua costeño.
- Cabe destacar que la continuidad de esta antigua lengua yunga de la costa peruana fue interrumpida, como una especie de cuña, por la llegada de gente mochica-puruhá por mar (mito de Naimlap o Naylamp, según la historiografía mochica, y mito de Tacaynamo según la historiografía chimú), quienes se habrían mezclado racialmente con la primitiva gente llunga de Lambayeque y parte de la costa norte del actual departamento de La Libertad; prueba de esto es la presencia de topónimos no mochicas en la actualidad como el río Chancay (en el departamento de Lambayeque), que tiene un homónimo en la provincia limeña de Chancay, territorio donde en la antigüedad se habló la lengua pescadora del quingnam.

### Ejemplos de textos quingnam
Sobre la base de los pocos topónimos, onomástica y nombres de objetos que han sobrevivido de este idioma en nuestros días se han recreado algunas oraciones para saber con aproximación como debió sonar el idioma quingnam (las oraciones creadas en cuestión carecen de significado alguno.[cita requerida]
- Oración 1: Chinchipichi guacricurni talpaguachánbi chikinimi colanchán caycaymo chagua yumuyaguanco ismiquibibi chichiriminco.
- Oración 2: Mesmesamánguan huamanchumo samán tucuychumbico moycocha bipinincay guapalbi cheucoguan maymayguná capushaidanipi.
- Oración 3: Chicaguache minchán chacobi chancorachicaco ocshaguamanquibi ichucmuymuyco temanchacobi.
- Oración 4: Changuilcopcop huirihuirico guabinagunawan chinchichiquipi.
- Oración 5: Guañapechillico tecapani chikitoymaimai tuntunamopuña mashapaiconamo chumuncaguá butaviquimú ispan suysuy ocopuñami.
- Oración 6: Cuscustantabipi ambinguamán chuschuschikipi namoguna migungichi suculá mayguay chanchancobiamú.
- Oración 7: Paypaynamogunacay concongunamupur butabiquimú.
- Oración 8: Michimichichuc minchancolán purhuanchaco saguanchimunao birú cochanamo icochcamoin.
- Oración 9: Chichipitipi muymuy pacas takayyacutinamo pacatnamúchi minchanpurmán Chanquirguanguanche suculá.
- Oración 10: Chililipabur chikitoynamo canchancobimanda sampachusmi tacaycocha, chichi guanbachobi senmache guacripili vapuchnimi.
- Oración 11: Guacriñancenpinco maymay chinchinco paypaychiuche guayguanga chimbilinima ansumochuchuy chuchircoycoy pitipitichinyán tumbongó yumuyaguana.

## Onomástica quingam
Al reducirse la evidencia del quingnam básicamente a nombres propios de personas (antropónimos) y lugares (topónimos), el estudio y la comparación de estos nombres es muy importante para estudiar las características de esta lengua. Sin embargo, la atribución de nombres propios a una u otra lengua, sobre todo para lenguas mínimamente documentadas, debe considerarse siempre tentativa y no probada.

### Comparación entre el quingnam y el mochica
Esta sección refleja las diferencias fonéticas presentes entre los nombres de los gobernantes y reyes chimúes quingnamhablantes y de los gobernantes sicán-lambayecanos mochicahablantes:
Chimor
1. Taycanamo (o Tacaynamo).
2. Ñancenpinco (o Ñaucenpinco).
3. Guacricur (o Guacricaur)
Siete reyes chimúes cuyos nombres se han perdido.
11. Minchansamán.
12. Chumuncaur, también llamado Chimuncuar, Chumuncaucho o Chumuncahua
13. Ancocoyuch (o Ancocuyush o Ancocoyuchi). El nombre de este soberano chimú haría alusión al animal llamado ancoco, una especie de pepino de mar que vive en las costas de los departamentos peruanos de La Libertad y Lambayeque y posiblemente otro más.
14. Martín Casha Simsim, quien era regente cuando los españoles invadieron el Tahuantinsuyo.
Seis curacas cristianos cuyos nombres se han perdido.
21. Antonio Chayguac, quien fue curaca de Mansiche y descendiente del régulo chimú Chumuncaur (f. 1550), quien no dejó descendencia.
22. Francisco (Solano) Chayhuac Casamusa, hermano del anterior.
Otros curacas chimúes de otras parcialidades (1652):
- Mansiche y Huanchaco: Salvador Chayhuac, casado con Agustina Chayhuac (descendencia);
- Ana Huamanchumo;
- Miguel Huamanchumo; y
- Joseph (de la Torre) Ocshahuamán.

Los Mora Chimo eran señores de Santiago de Cao, y uno de ellos, Vicente Mora Chimo, fue curaca de varios pueblos.
Nótese que ―a la llegada de los españoles― el señor chimú se llamaba Cassia (Cashia) Sim Sim; y dos curacas chimúes contemporáneos eran Chasmuncanchác y Kirutome (véase Juan Santa Cruz Pachacuti).
Una de las esposas del último emperador chimú, en el valle de Huaura, se llamaba Chanquirguanguán.
Lambayecanos-Sicán
1.ª dinastía.
Naimlap
Cium
Escuñain
Mascuy
Cuntipallec
Allascunti
Nofan Nech
Mulumuslan
Llamecoll
Lanipat-cum
Acunta
Fempellec
(inter regnum)
2.ª dinastía
(dominio chimú de Lambayeque).
Pongmassa
Pallesmassa
Oxa (que tuvo noticias de los incas, hacia 1430
Llempisan
Chullumpisan
Cipromarca
Fallenpisan (también conocido como Befquen Pisan, cacique durante el gobierno de Huáscar)
Xecfuinpisan (cacique a la llegada de los españoles)
(caciques cristianos)
Pedro Cuzco Chumbi
Martín Farrochumbi
Gonzalo Quisquis Farrochumbi (su madre fue Ana Cocras, hija de Chullulli)
Martin Farrochumbi
Pedro Farrochumbi
Mariana Farrochumbi
José Temoche
Agustín Faizo
Eugenio Victorino Temoche
José Dámaso Temoche

### Nombres propios y topónimos en idioma quingnam
Ver: Nombres propios y topónimos en idioma quingnam

## Posibles evidencias de contacto entre quingnam y quechua
Algunos estudiosos que afirman que el quechua y el quingnam tenían un antepasado común, por lo que se desprende que el quingnam tenía algunos sonidos o algunos nombres de palabras parecidos al quechua.
Parece ser que con la caída y caos subsiguiente del Imperio wari un poco antes del año 1000 d. C. hubo cierta colonización o penetración de gente quingnamhablante en el área de Lima, y por lo tanto algunas uniones dinásticas entre los aborígenes y los recién llegados (no necesariamente chimúes pero sí quingnamhablantes de la costa de Áncash o de la costa del norte chico de Lima) ya que uno de los curacas del señorío de Huadca (San Isidro, Miraflores, Surquillo, San Borja, Lince y Santa Beatriz), Chumbi Charnan, según modernos estudios, su nombre no es ni quechua ni aimara (charnan) sino quingnam.
La plaza principal de la huaca Pucllana de Miraflores lleva el nombre de este curaca del señorío de Huadca (asimismo, en el libro Cacicazgos de Trujillo (de Jorge Zevallos Quiñones) que corresponde al territorio nuclear chimú, en uno de los personajes de las líneas dinásticas chimúes de uno de los cinco valles, aparece el nombre de Charnan.
Otra posibilidad sería que chumbi charnán fuese un mitimae de castigo chimú o yunga quingnamhablante del norte chico, puesto ahí por la administración incaica en tiempos del Tawantinsuyo; así mismo es muy probable que el curaca limeño en tiempos de la conquista Guachinamo o Guachinamu sea de origen chimú o quingnamhablante (por la partícula quingnam -namo o -namu) del norte chico de Lima.
Lo que es cierto es que el quingnam tuvo una muy fuerte influencia fonética en el quechua costeño (Así como en un primer momento el idioma Aru de los Waris y el Aimara central de otros pueblos dominados por estos primeros influenciaron al Quechua costeño) que se hablaba desde las zonas costeñas y de la región Yunga de Pisco, pasando por Chincha, hasta Ancón o incluso Chancay, Huaral e incluso hasta la provincia de Barranca.
Algunas reglas para esto la sonorización de las consonantes (/k/ por [g]; /p/ por [b]; /d/ por [t]), el agregado de la "L" a la vocal inicial de cada palabra; omisión del sonido "k" final de cada palabra.
Algo típico de esto es también el acento en la sílaba final en algunas palabras; el reemplazo de las "u" finales en "o" (El reemplazo de la "r" por "l" es de influencia aru-aimara).